# Agustín Juan y Poveda
Agustín Juan [y] Poveda  (Cartagena, 1770-Mazarrón, 24 de septiembre de 1854) fue un farmacéutico, botánico, químico, mineralogista, traductor y escritor español.

## Biografía
Estudió Farmacia y Botánica en Madrid, siendo discípulo en la escuela del Real Jardín Botánico de Casimiro Gómez Ortega, al que siempre respetó y defendió incluso cuando su libro de texto de botánica fue sustituido por los Elementos de la nomenclatura botánica y sistema sexual de las plantas... (Barcelona: Jordi, Roca y Gaspar, 1802) obra en latín publicada en 1796 y compuesta por el botánico Joseph Jakob von Plenck, algo que generó una áspera e ilustrada polémica con Juan Francisco Bahí, catedrático de botánica del Real Colegio de Cirugía de Burgos, que era su traductor.
Una R. O. del 1 de noviembre de 1785 había creado, cuando aún estudiaba Agustín Juan y Poveda, el Real Jardín y Estudio de Botánica de Cartagena, adscrito al Real Hospital de Marina de la misma ciudad. Y un año después se había nombrado director del mismo y catedrático de la Escuela de botánica creada en él a Gregorio Bacas y Velasco, quien hizo progresar el proyecto hasta su inauguración en 1787 y todavía mucho después, de suerte que en un censo de plantas realizado en 1797 contaba ya con 759 ejemplares de las más diversas procedencias, muchas de ellas traídas allí por los buques de la Marina de las Colonias, o cultivados  por sus propiedades medicinales; había compuesto y publicado además un Reglamento provisional y un Método de enseñanza para la Escuela de botánica según los principios de Gómez Ortega. Cuando Bacas falleció el 19 de diciembre de 1794 el Jardín estaba plenamente consolidado y el Rey eligió, seguramente asesorado por Gómez Ortega, a Agustín Juan como sustituto. Y lo fue también en la cátedra de botánica. 
Como director tuvo que trasladar el Jardín a una ubicación mejor que garantizara el suministro de agua, el barrio de la Concepción, extramuros y al resguardo de los vientos, y todo quedó concluido en 1800. Pero los desórdenes habidos en la ciudad a causa del motín de Aranjuez (1808) arrasaron el lugar y no quedó ni una planta. Y con el nuevo advenimiento de Fernando VII tras la Guerra de la Independencia (1808-1814), en la cual Agustín Juan y Poveda se había denotado como liberal publicando un breve texto teatral (¿Qué es Constitución?, Cádiz, 1812), por más que había intentado congraciarse celebrando en 1815 el cumpleaños del monarca publicando una traducción de una pieza de Pietro Metastasio que le estaba dirigida, le fue arrebatada la dirección y la cátedra de botánica del Real Jardín y Estudio de Botánica de Cartagena y fue destinado al puesto, sin duda inferior, de administrador de las fábricas de almagras (alumbre) de Mazarrón, que, desde ese momento, contribuyeron notablemente al desarrollo de este pueblo costero gracias a la idea que como químico había presentado al Ayuntamiento constitucional el propio Agustín Juan y Poveda de explotar sus depósitos de almagras y calcinar el almagre u óxido de hierro hasta obtener un alumbre mejor incluso que el que venía de Civitavecchia, de suerte que podría proveerse a toda España y además exportar al extranjero.
Según dice el doctor Pedro María Rubio, y repite Anastasio Chinchilla, Agustín Juan era médico titular de Mazarrón, pero eso obedece a una disculpable confusión. Era y siempre fue farmacéutico ("inspector de medicinas") del Hospital de la armada en Cartagena, y, como se ha dicho, allí fue también profesor de botánica y director del Real Jardín y Estudio Botánico de Cartagena (1795-1816). En 1815 pasó a ser miembro de la Real Academia de Medicina y Cirugía de Murcia.
Aparte de su ocasional vocación como dramaturgo, también escribió una colección de fábulas morales y políticas, inéditas las más, que solo modernamente han sido impresas (véase "Obras"). Las fábulas las compuso en el segundo periodo constitucional, el llamado Trienio liberal (1820-1823), entre 1821 y 1822, cuando Francisco de Goya creaba sus Pinturas negras. El 30 de marzo de 1823, a punto de desmoronarse el estado liberal ante la invasión de la Santa Alianza (los Cien mil hijos de San Luis), leyó en la Sociedad Patriótica de Mazarrón "un discurso sobre las libertades patrias, en el cual explicó con suma sencillez lo que debe entenderse por libertad natural, civil y política".
Pero su producción literaria no se quedó en eso: el bibliógrafo Manuel Ovilo y Otero (quien, por cierto, trastueca el orden de sus nombres a "Juan Agustín Poveda") señala que, aparte del mencionado tomo de Fábulas y poesías y la traducción de una pieza del famoso Pietro Trapassi, más conocido como Metastasio, se consagró a traducir del italiano cuatro tragedias de Vincenzo Monti por encargo de su paisano, el gran actor Isidoro Máiquez: Galeoto, Manfredi, Aristodemo y Cayo Gracco, así como varias de Vittorio Alfieri, que no nombra. Se le debe además la traducción de una famosa obra en prosa poética de James Hervey (1714-1758), Las sepulturas (Cartagena, 1823), que auspició el movimiento prerromántico de los llamados Poetas de cementerio ingleses y que estaba en línea con las traducciones de Edward Young realizadas por Juan Escóiquiz. Como autor original, compuso además, por ejemplo, Dupont rendido en los campos de Bailén, una comedia representada en Madrid.
Tras que su hijo Agustín Juan Maurandy lo sustituyera en el cargo de administrador de la fábrica San Sebastián de almagras y alumbre y en otros negocios, falleció en Mazarrón en 1854, "lleno de años y méritos, aunque escaso de gloria y fortuna", según escribe Ovilo.

## Obras
- Disertacion Fisico-Quimica, y Analisis de Las Aguas Minerales de La Villa de Alhama En El Reyno de Murcia. Cartagena, Real Oficina de Marina, 1797.
- ¿Qué es Constitución? Fin de fiesta (1812).
- Disertación físico-química y análisis de las aguas termales de la Villa de Archena. Por D. Agustín Juan Poveda, médico titular de Mazarrón, Murcia, 1815.
- Carlos Ferrándiz Araújo (ed.), El farmacéutico Agustín Juan y Poveda: la ilustrada complementariedad de las ciencias y las letras: fábulas originales. Academia de Farmacia "Santa María de España" de la Región de Murcia, 2010.
- Contextación [sic] templada del catedrático de Botánica de Cartagena, D. Agustín Juan y Poveda, á la destemplada respuesta que el doctor D. Juan Francisco Bahí, catedrático de la misma ciencia en Burgos, ha publicado en defensa de su traducción de los Elementos botánicos de Plenk, Cartagena, Manuel Muñiz, 1803.
- Discurso que para dar principio á las lecciones de botánica en la primavera de 1805... Cartagena, Imprenta Real de Marina, [1805].
- Carta en la que Agustín Juan y Poveda avisa del envío de unas "frideras" halladas en el yacimiento arqueológico del puerto de Mazarrón.
- Carta en la que Agustín Juan advierte sobre la existencia de antigüedades de época romana en el puerto de Mazarrón que podrían desaparecer por la construcción de un molino harinero. A su vez señala la existencia de unas minas en "El Martinete".
- Juan Ramírez, Oficio de traslado de Agustín Juan y Poveda en el que describe la necrópolis del puerto de Mazarrón donde descubre por un lado los sepulcros de dos niños enterrados en urna y por otro una fosa común con gran cantidad de cadáveres.
- Discurso que para dar principio á las lecciones de botanica en la primavera de 1805 dixo D. Agustin Juan y Poveda, Inspector de Medicinas... 1805.
- Trad. de  Pietro Metastasio, La felicidad de la tierra. Drama en un acto, que para solemnizar en el teatro de Cartagena el día feliz de nuestro amado Monarca el Señor D. Fernando Séptimo (que Dios guarde) traduxo libremente Don..., del que con el mismo título y con igual motivo escribió en italiano el célebre abate Metastasio, Cartagena: Puchol, 1815.
- La hidrofovia. Poema [sic] Si la mordedura de los animales mata, la imaginación remata, s. l., s. i., s. a. Tratadito en verso sobre la rabia.
- Carta de don Agustín Juan de Poveda a Don Tomás Juan Serrano, en que se cuenta la historia de la enfermedad y muerte de un rabioso Murcia, 1821.
- Fábulas morales y políticas de don Agustín Juan y Poveda, manuscrito citado en el Catálogo de José Riera.
- Noticia histórica sobre la fábrica de alumbre establecida en la villa de Mazarrón, 1823.
- Trad. de James Hervey, Las sepulturas. Cartagena, 1823.